# Just for You (film 1952)
Just for You – amerykański film muzyczny z 1952 roku w reżyserii Elliotta Nugenta, w którym występują Bing Crosby i Jane Wyman.

## Obsada
- Bing Crosby jako Jordan Blake
- Jane Wyman jako Carolina Hill
- Ethel Barrymore jako Alida De Bronkhart
- Robert Arthur jako Jerry Blake
- Natalie Wood jako Barbara Blake
- Leon Tyler jako David Mackenzie
- Cora Witherspoon jako pani Angevine
- Ben Lessy jako Georgie Polański
- Regis Toomey jako Hodges
- Joel Marston jako Harvey
- Willis Bouchey jako Hank Rose
- Herbert Vigran jako szofer
- Art Smith jako Leo